# Bloomington (Califòrnia)
Bloomington és una concentració de població designada pel cens dels Estats Units a l'estat de Califòrnia. Segons el cens del 2000 tenia 19.318 habitants.

## Demografia
Segons el cens del 2000, Bloomington tenia 19.318 habitants, 4.950 habitatges, i 4.128 famílies. La densitat de població era de 1.249,4 habitants/km².
Dels 4.950 habitatges en un 50,1% hi vivien nens de menys de 18 anys, en un 59,8% hi vivien parelles casades, en un 16,2% dones solteres, i en un 16,6% no eren unitats familiars. En el 12,8% dels habitatges hi vivien persones soles el 5,7% de les quals corresponia a persones de 65 anys o més que vivien soles. El nombre mitjà de persones vivint en cada habitatge era de 3,85 i el nombre mitjà de persones que vivien en cada família era de 4,15.
Per edats la població es repartia de la següent manera: un 36,4% tenia menys de 18 anys, un 10,5% entre 18 i 24, un 29,5% entre 25 i 44, un 16,1% de 45 a 60 i un 7,5% 65 anys o més.
L'edat mediana era de 27 anys. Per cada 100 dones de 18 o més anys hi havia 97,7 homes.
La renda mediana per habitatge era de 34.106 $ i la renda mediana per família de 35.936 $. Els homes tenien una renda mediana de 30.680 $ mentre que les dones 20.606 $. La renda per capita de la població era de 10.953 $. Entorn del 19,8% de les famílies i el 25,3% de la població estaven per davall del llindar de pobresa.

## Poblacions properes
El següent diagrama mostra les poblacions més properes.